# Macavare
Macavare este un sat din comuna Nikšić, Muntenegru. Conform datelor de la recensământul din 2003, localitatea are 91 de locuitori (la recensământul din 1991 erau 105 locuitori).

## Demografie
În satul Macavare locuiesc 84 de persoane adulte, iar vârsta medie a populației este de 52,9 de ani (51,5 la bărbați și 54,4 la femei). În localitate sunt 34 de gospodării, iar numărul mediu de membri în gospodărie este de 2,68.
Populația localității este foarte eterogenă.
|  |

| Demografie | Demografie | Demografie |
| An         | Locuitori  | Locuitori  |
| ---------- | ---------- | ---------- |
|            |            |            |
|            |            |            |
|            |            |            |
|            |            |            |
| 1948       | 438        |            |
| 1953       | 497        |            |
| 1961       | 493        |            |
| 1971       | 385        |            |
| 1981       | 195        |            |
| 1991       | 105        | 105        |
| 2003       | 91         | 91         |

| \| Componența etnică conform recensământului din 2003[2] \| Componența etnică conform recensământului din 2003[2] \| Componența etnică conform recensământului din 2003[2] \| Componența etnică conform recensământului din 2003[2] \| Componența etnică conform recensământului din 2003[2] \| \| ----------------------------------------------------- \| ----------------------------------------------------- \| ----------------------------------------------------- \| ----------------------------------------------------- \| ----------------------------------------------------- \| \| \| \| \| \| \| \| Muntenegreni \| Muntenegreni \| \| 51 \| 56,04% \| \| Sârbi \| Sârbi \| \| 24 \| 26,37% \| \| necunoscută \| necunoscută \| \| 0 \| 0% \| |              |  |    |        |
| Componența etnică conform recensământului din 2003 |              |  |    |        |
| |              |  |    |        |
| Muntenegreni | Muntenegreni |  | 51 | 56,04% |
| Sârbi | Sârbi        |  | 24 | 26,37% |
| necunoscută | necunoscută  |  | 0  | 0%     |